# ジャディス
ジャディス （Jadis）は、イギリスのネオ・プログレッシブ・ロック・グループである。シンセサイザーを使用しつつギターが牽引するロックを演奏し、奥行きと雰囲気を加えながら、メロディを重視している。現在、インサイド・アウト・ミュージックと契約を交わしている。
ジャディスという名前は、C・S・ルイスの小説『魔術師のおい（ナルニア国物語）』に由来している。同じキャラクターが『ライオンと魔女』には、白い魔女として登場している。

## 略歴
ジャディスは1986年に結成され、1989年にマリリオンのスティーヴ・ロザリーがプロデュースしたファースト・アルバム『Jadis』をリリースした。1992年、アルバム『モア・ザン・ミーツ・ジ・アイ』がリリースされ、プログレッシブ・ロック・シーンで好評を博した。
ジャディスはゲイリー・チャンドラー（ボーカル、エレクトリックギター）がリーダーだが、常にグループ全体による作詞作曲のクレジットが与えられている。バンドの他のオリジナル・メンバーは、トレヴァー・ドーキンス（ベース）、ピート・サーモン（キーボード）、ポール・アルウィン（ドラム）で、ドラムは1988年7月にマーク・ロウに交代した。その後のメンバーは、マーティン・オーフォード（キーボード）、ジョン・ジョーウィット（ベース）、スティーヴ・クリスティ（ドラム）。オーフォードとジョーウィットは在籍中もIQのメンバーを務めていた。
1990年代後半、オーフォードとジョーウィットはしばらくバンドを離れ、マイク・トー（キーボード）とスティーヴ・ハント（ベース）に交代したが、2000年代のアルバム『アンダースタンド』のために戻ってきた。2006年にアルバム『フォトプレイ』を完成させた後、オーフォードが音楽業界から引退したため、バンドを2度脱退したことになった。代わってイタリアのセッション・ピアニスト/キーボード奏者のジュリオ・リシが加入した。同年、ジョーウィットもまたバンドを脱退し、セッション・プレーヤーのアンディ・マーロウに交代した。バンドは2012年にアルバム『シー・ライツ・スルー・ユー』をリリース。最新アルバム『ノー・フィア・オヴ・ルッキング・ダウン』は、2016年にリリースされた（マーティン・オーフォードも復帰している）。
バンドはサウサンプトンに活動拠点を置いている。

## ディスコグラフィ

### スタジオ・アルバム
- Jadis (1989年)
- 『モア・ザン・ミーツ・ジ・アイ』 - More Than Meets the Eye (1992年)
- 『アクロス・ザ・ウォーター』 - Across the Water (1994年)
- 『サマーソルト』 - Somersault (1997年)
- 『アンダースタンド』 - Understand (2000年)
- 『ファナティック』 - Fanatic (2003年)
- 『フォトプレイ』 - Photoplay (2006年)
- 『シー・ライツ・スルー・ユー』 - See Right Through You (2012年)
- 『ノー・フィア・オヴ・ルッキング・ダウン』 - No Fear of Looking Down (2016年)
- More Questions Than Answers (2024)

### EP
- Once Upon a Time (1993年)
- No Sacrifice (1994年)
- Once or Twice (1996年)
- Racing Sideways (Promotional CD to support the "Understand" Album) (2000年)
- The Great Outside (Promotional CD to support the "Fanatic" Album) (2003年)

### ライブ&コンピレーション・アルバム
- 『ジャディス・デイライト・ライヴ!!』 - As Daylight Fades (1998年) ※ライブ
- Medium Rare (2001年) ※『Once Upon a Time』『Once or Twice』という初期のEPとその他の曲によるコンピレーション
- 『アライヴ・アウトサイド』 - Alive Outside (2001年) ※ライブ
- 『ミディアム・レア II』 - Medium Rare II (2019年)

### 映像作品
- 『ヴュー・フロム・アバヴ』 - View From Above (2003年)